# Ora (Wind)
Die Ora (italienisch ‚Stunde‘) ist ein Südwind am Gardasee und im Etschtal.
Wird die nachts abgekühlte Luft der Alpen tagsüber durch die Sonne aufgeheizt, steigt diese warme Luft an der Südseite der Alpen auf und zieht die vergleichsweise kühle Luft über dem Gardasee nach. Deshalb beginnt die Ora meist gegen Mittag und flaut am späten Nachmittag bei nachlassender Sonneneinstrahlung ab.
Nachts kehren sich die Verhältnisse um und die kalte Luft fällt aus den Bergen zum See, wo sie durch das warme Wasser erwärmt wird und aufsteigt. Der dadurch entstehende Nordwind wird  Pelér oder Vento genannt.
Die Ora ist in der Regel etwas schwächer als der Pelér und erreicht meistens 4 bis 5 Windstärken. Am stärksten weht sie an der engsten Stelle des Gardasees beim Eintritt des Ponale bei Riva del Garda. In Riva selbst kommt die Ora durch diverse Windabschattungen selten durch, weshalb Windsurfer das nebenan gelegene Torbole bevorzugen.
In Südtirol ist die Ora sehr gut auf Castelfeder zu spüren, und auch der Kalterer See ist dank dieses Windes ein beliebter See für Surfer und Segler.